# کریستوف بامگارتنر
کریستوف بامگارتنر (انگلیسی: Christoph Baumgartner؛ زادهٔ ۱ اوت ۱۹۹۹) بازیکن فوتبال اهل اتریش است.
از باشگاه‌هایی که در آن بازی کرده‌است می‌توان به باشگاه فوتبال سنت پولتن اشاره کرد.
وی همچنین در تیم‌های ملی فوتبال اتریش، زیر ۲۱ سال اتریش، و اتریش بازی کرده‌است.